# Paul Türpe

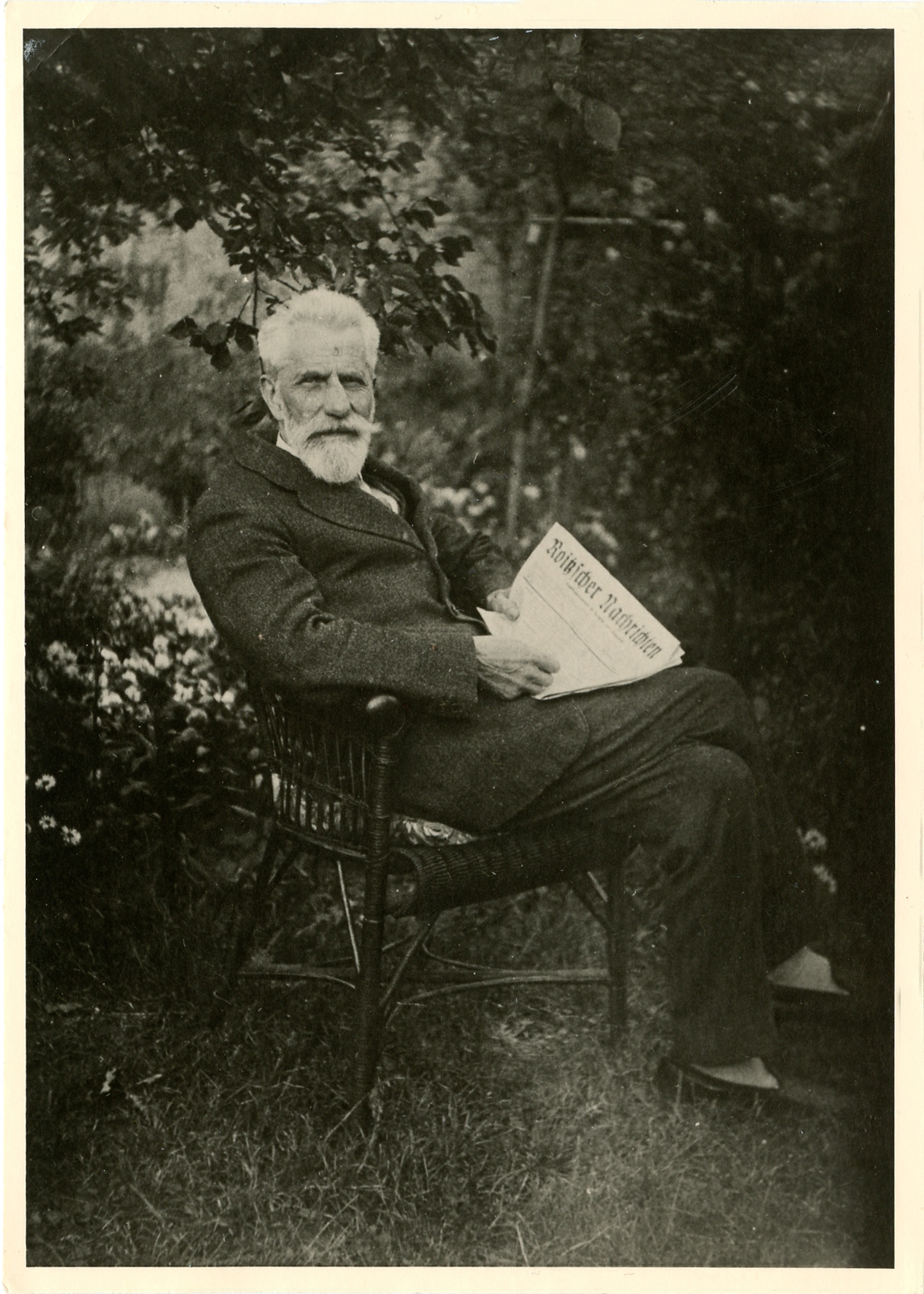
Paul F.C. Türpe, ca. 1930

Paul Friedrich Carl Türpe (* 16. Juni 1859 in Berlin; † 20. Juni 1944) war ein deutscher Bildhauer.

## Leben und Werk
Paul Türpe war das jüngste der sechs Kinder des Bäckermeisters Johann Andreas Türpe und dessen Ehefrau Marie Louise, geb. Woelfert in Berlin, Prenzlauer Straße 12a (zuvor: Neue Königstraße 20). Außer Paul Türpe erreichte nur dessen zwei Jahre ältere Schwester Hedwig das Erwachsenenalter. Mit dieser Schwester lebte Türpe, der nie heiratete, sein Leben lang zusammen.
Türpe wurde an der Unterrichtsschule des Deutschen Gewerbemuseums in Berlin in praktischer Bildhauerei (Modelleur) ausgebildet und studierte dann von 1879 bis 1885 bei Fritz Schaper an der Akademie der Künste in Berlin. Er war seit 1896 bis zu seinem Tod Mitglied im Verein Berliner Künstler. In der Ausstellung der Königlichen Akademie der Künste 1892 in Berlin war er mit einem Portrait in Gipsrelief vertreten.
1893 beteiligte er sich an der Weltausstellung in Chicago mit einer Plastik Laughing Boy aus Marmor und einer weiteren Boy and Cat aus Bronze. Für diese ausgestellten Plastiken erhielt er eine Bronzemedaille. Sein Hauptwerk ist der Stuhlmannbrunnen (s. u.) in Altona, heute (nach Versetzung von zwei anderen Standpunkten) da auf dem Platz der Republik. Zusammen mit seinen Berufskollegen Wilhelm Haverkamp und Heinrich Günther-Gera war Türpe zwischen 1900 und 1902 an der plastischen Ausschmückung des städtischen Museums Altona beteiligt.
Für ein Modell betitelt Mairegen erhielt Türpe 1881 zwei Preise zu je 300 Mark. Die gleiche Quelle berichtet, dass Türpe eine Terrakottafigur, ein zierliches Mädchen mit Trauben im Arm darstellend und Weinlese betitelt, sowie eine weibliche Büste zu einer Ausstellung beitrug. Aus derselben Zeit stammen weitere Figuren Türpes aus Gips und genannt Affe und Neger, sowie eine andere, genannt Der Gesellige, und Modelle für Gedenkmünzen. Insbesondere entwarf er eine Gedenkmedaille zur Erinnerung an Robert Koch und dessen Einführung von Tuberculin 1890.
1898 beteiligte sich Türpe an einem Preiswettbewerb für einen zu errichtenden Brunnen in Bromberg. Wie sechs andere Künstler, die nicht den Preis gewannen, darunter Heinrich Günther-Gera, deren Entwürfe allerdings gewürdigt wurden, erhielt Türpe für sein eingereichtes Modell (den Ritter St. Georg den Drachen tötend darstellend) 600 Mark. Ein Werk von Türpe befand sich auch in Danzig.
An der Großen Berliner Kunstausstellung 1916 beteiligte sich Türpe mit einer Gipsfigur genannt „Flora“.
Mit seiner Bronzeplastik Der Flieger beteiligte sich Türpe 1929 an der Ausstellung „100 Jahre Berliner Kunst im Schaffen des Vereins Berliner Künstler“.
Er stellte auch an anderen Orten, etwa in Paris, aus. Auszeichnungen erhielt er von den Städten Göttingen, Bonn, Mühlhausen und Danzig. Bekannt ist auch, dass Türpe einen Beethoven-Kopf in natürlicher Größe entwarf, von dem es Gipsreplikate gab – vermutlich anlässlich des 100. Todestages von Beethoven 1927. In Posen und Elberfeld standen Werke Türpes nach einem Bericht zu Türpes 75. Geburtstag. Andere Quellen  und das Allgemeine Künstlerlexikon von 1922 (s. da) sprechen von Portalfiguren am Rathaus von Elberfeld – gemeint sind wahrscheinlich kleinere Figuren, da die großen Standbilder am Portal von o. g. Heinrich Günther-Gera gestaltet wurden.
Mangels Nachfrage nach bildhauerischen Werken nach dem Ersten Weltkrieg und der Inflationszeit verlegte sich Türpe danach mehr auf die Malerei von Landschaften, Stillleben und Porträts und kopierte Gemälde anderer Künstler, die in der damaligen Zeit populär waren, wie beispielsweise Arnold Böcklin und Claus Meyer. Dennoch blieb er der Bildhauerei treu und erhielt u. a. einen Auftrag zum „100-jährigen Bestehen des Hauses G.E. Dellschau, Berlin“, eine Bronzetafel (63 cm × 34 cm) und „Gewidmet von den Angestellten, 1. April 1921“, zu erstellen. Dies war eine Tafel mit architektonischem Rahmen, auf der in Relief Handel und Industrie auf dem Hintergrund der Silhouette Berlins in allegorischer Form dargestellt werden. Eine weitere Arbeit, die er damals schuf, war eine 70 cm hohe Bronzestatuette, genannt Ikarus. In der zweiten Hälfte der 1920er Jahre arbeitete der später in Dresden und in der DDR bekannt werdende Prominenten-Bildhauer Johannes Friedrich Rogge als Plastiker im Atelier von Türpe. Dieser schuf auch eine Büste von Türpe, die im Zweiten Weltkrieg zerstört wurde.
1944 wurden Paul Türpe und seine Schwester nach Bombardierung ihrer Wohnung aus Berlin nach Güldenau in Posen (polnisch: Polajewo Provinz Pila) in eine Notunterkunft (Barackenlager) evakuiert, wo beide verstarben.

## Stuhlmannbrunnen

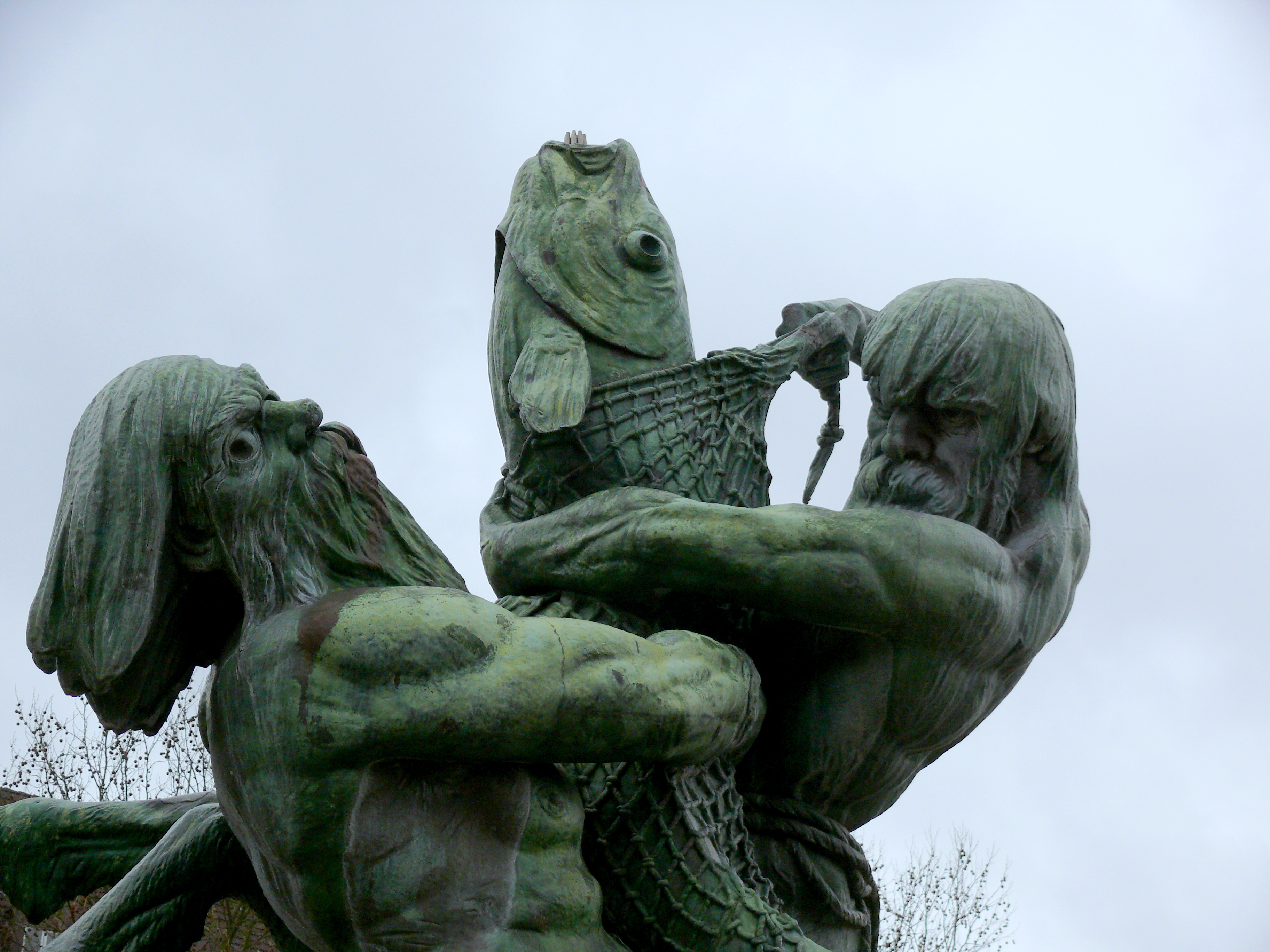
Detail des Stuhlmannbrunnens

Das bekannteste Werk Türpes ist der Stuhlmannbrunnen in Altona. Türpe gewann die Ausschreibung um den Brunnen, die aus dem Vermächtnis des Altonaer Bürgers Günther Ludwig Stuhlmann hervorgegangen war, aber erst 1897, etwa 25 Jahre nach dem Tod des Stifters, in die Tat umgesetzt wurde. Türpe brachte der Sieg im Wettbewerb gegen 57 Konkurrenten 1000 Mark ein. Das Denkmal wurde von Otto Bommer in Kupfer getrieben und am 1. Juni 1900 eingeweiht. Der Brunnen hat seitdem mehrfach seinen Standort gewechselt. Die über sieben Meter hohen Brunnenfiguren stellen zwei Kentauren im Kampf um einen riesigen Fisch dar und werden meist als bildhafte Darstellung der Konkurrenz zwischen Altona und Hamburg auf dem Gebiet der Fischerei gedeutet. Laut Familienüberlieferung durch Harald Müller-Kirsten stellt der am Netz zerrende Kentaur außerdem ein Selbstporträt Paul Türpes dar.
Im Jahr 2008 begann der Altonaer Stadtarchiv e. V. Führungen ins Innere des Brunnens anzubieten. Über eine Leiter können die Besucher bis in die Köpfe der Brunnenfiguren steigen.

## Bilder von Werken

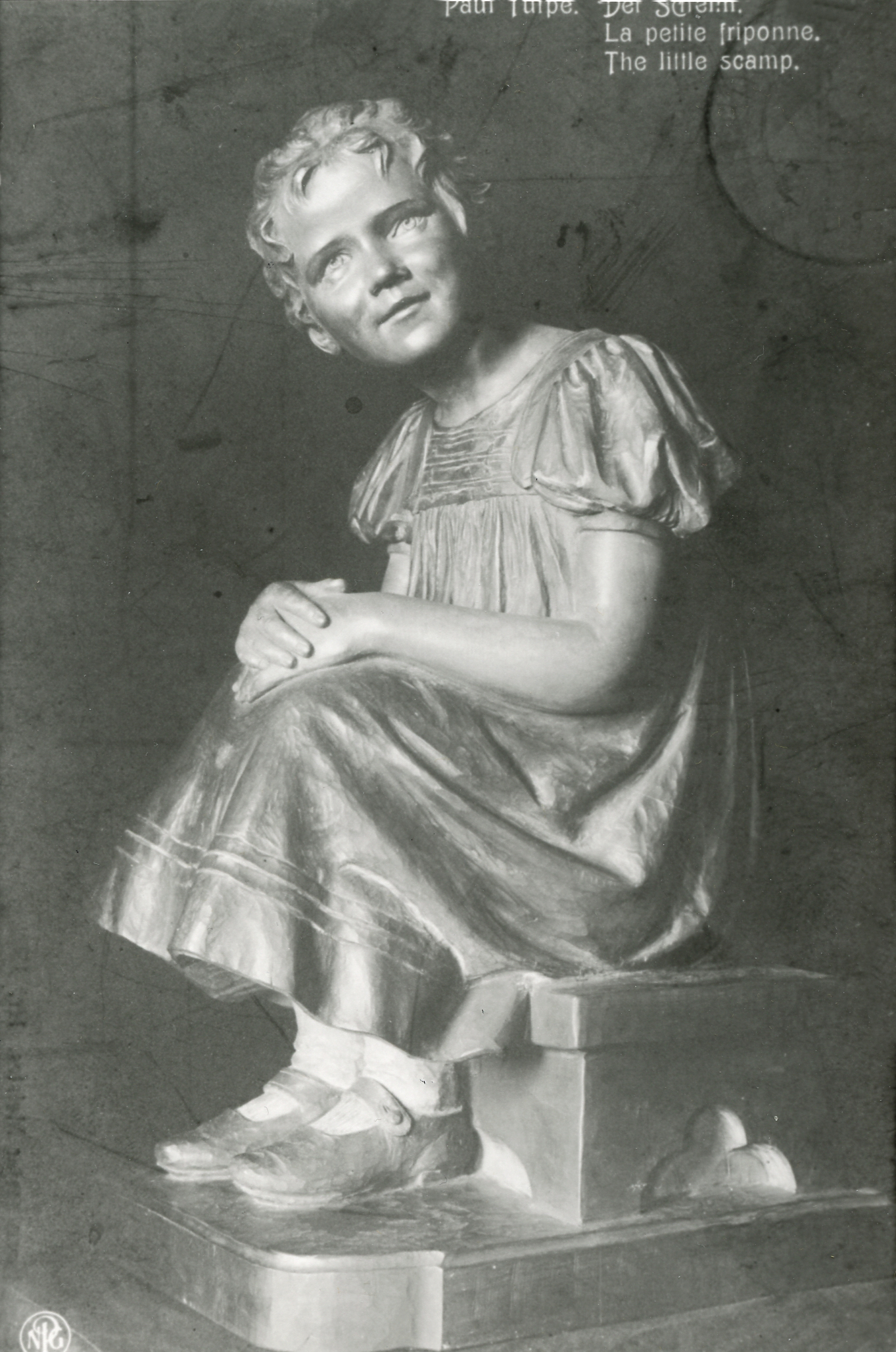
Der Schelm, 1917
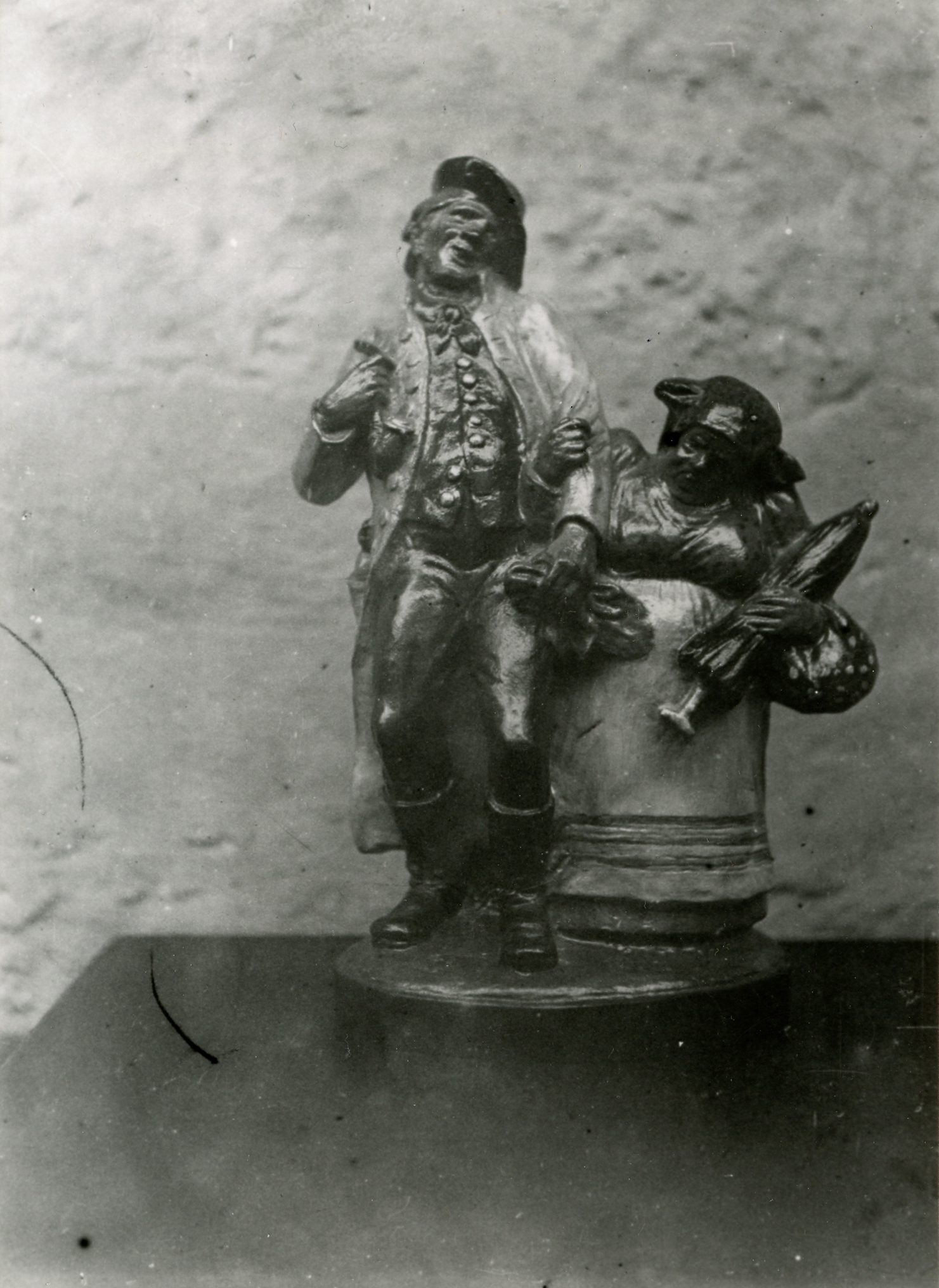
Die Heimkehr von der Kirmes, 1924, Gips
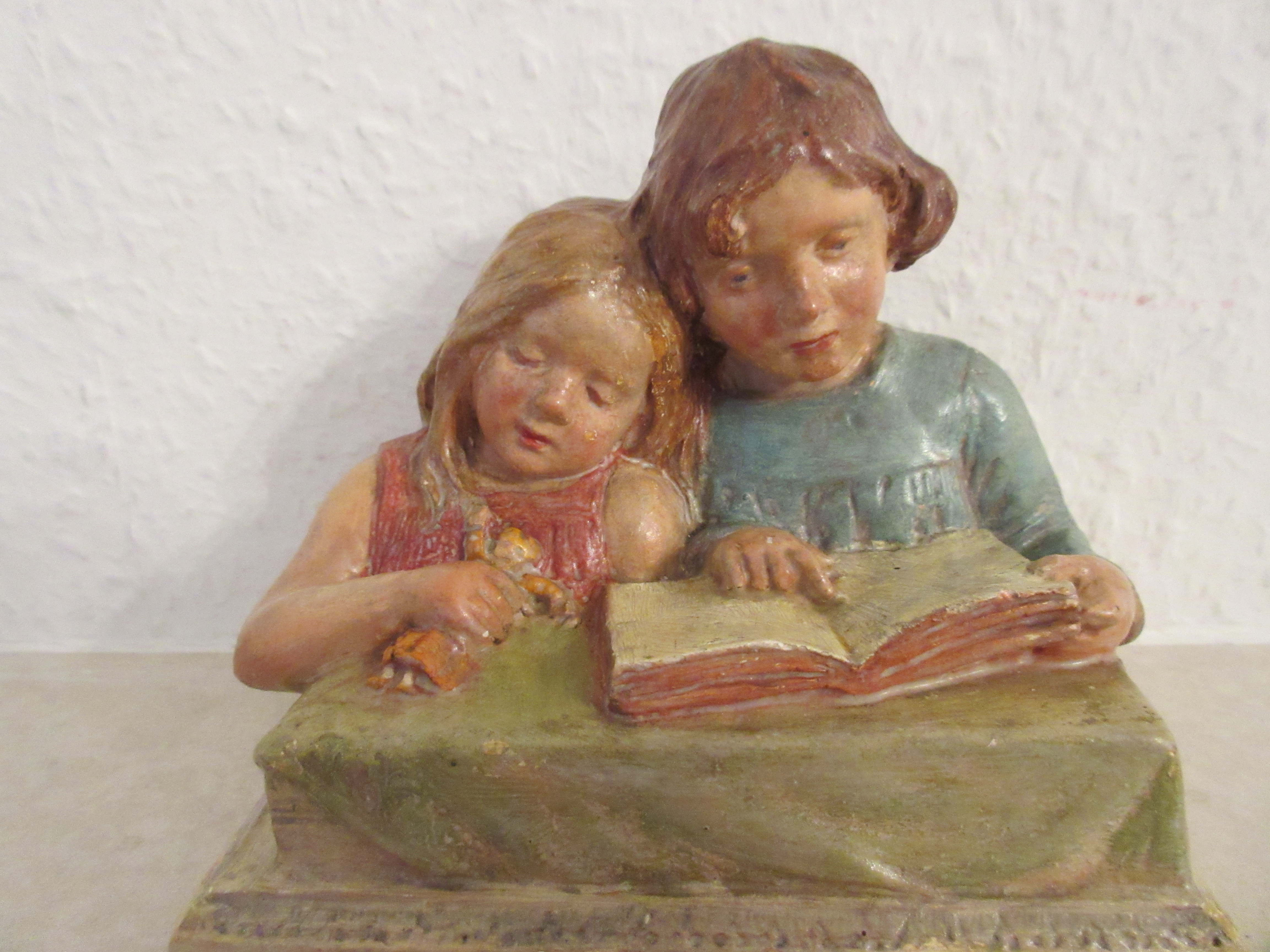
Die lesenden Kinder, ca. 1920, Gips
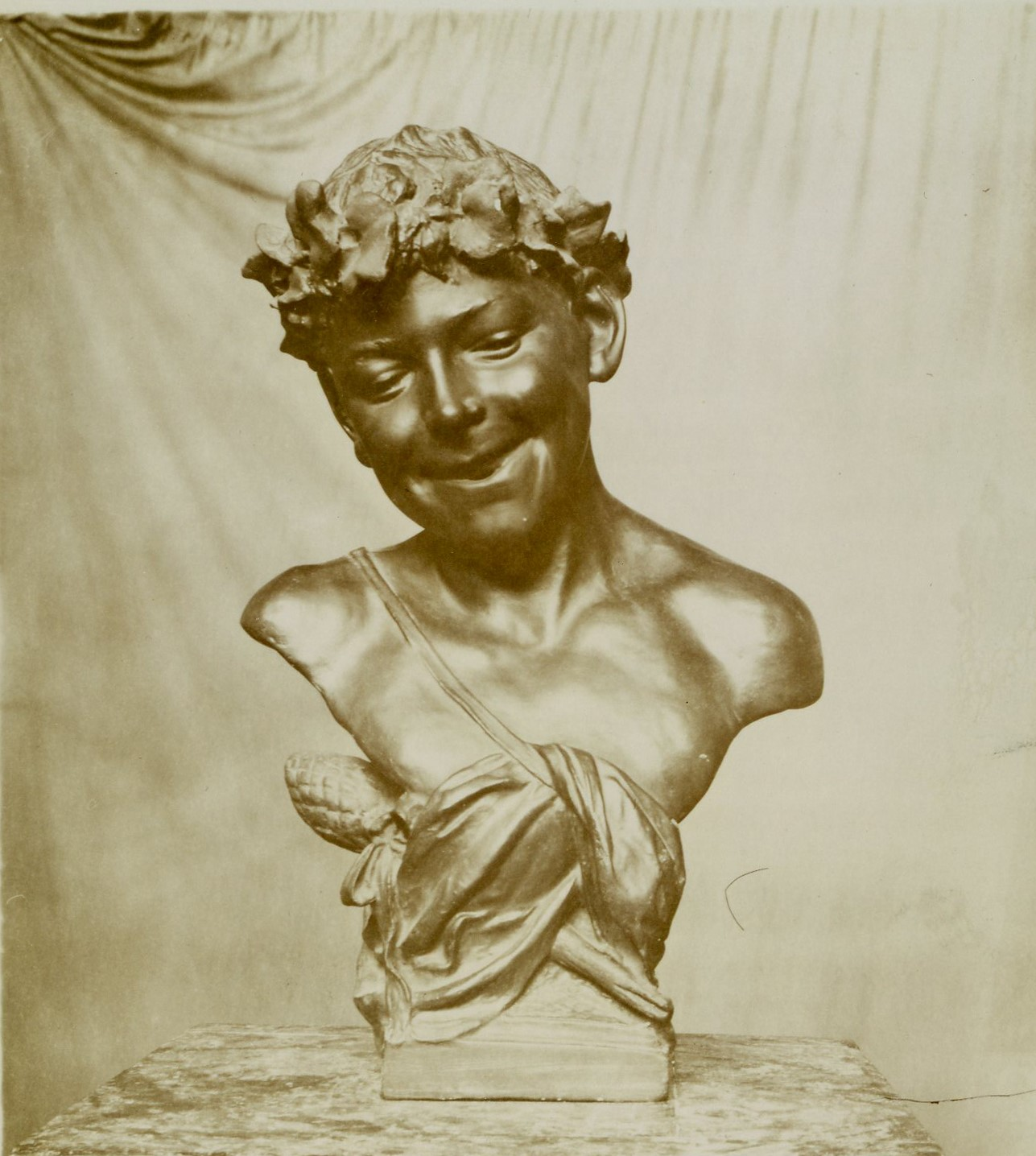
Lächelnder Satyr, ca. 1920
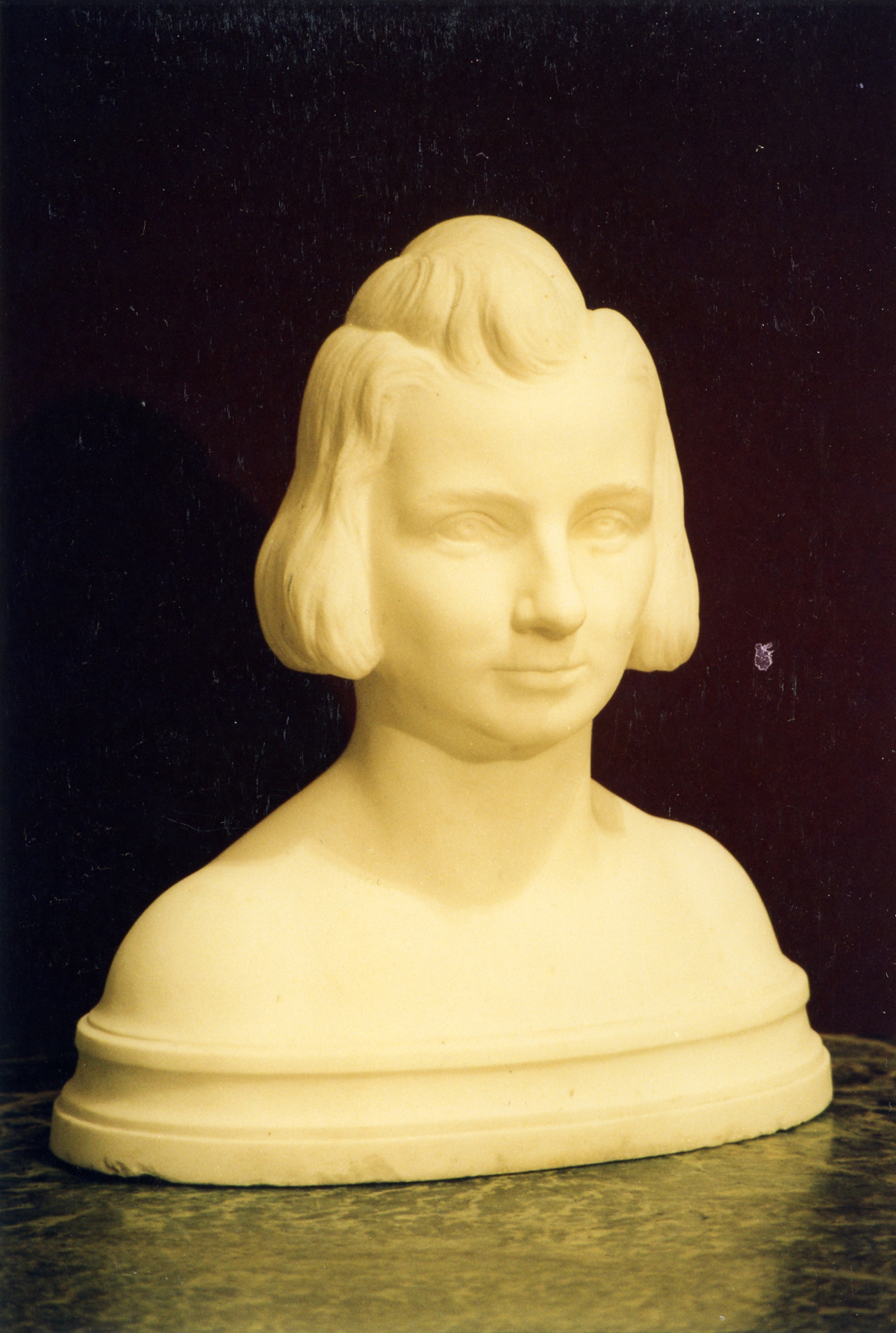
Mädchenkopf, 1921, Marmor
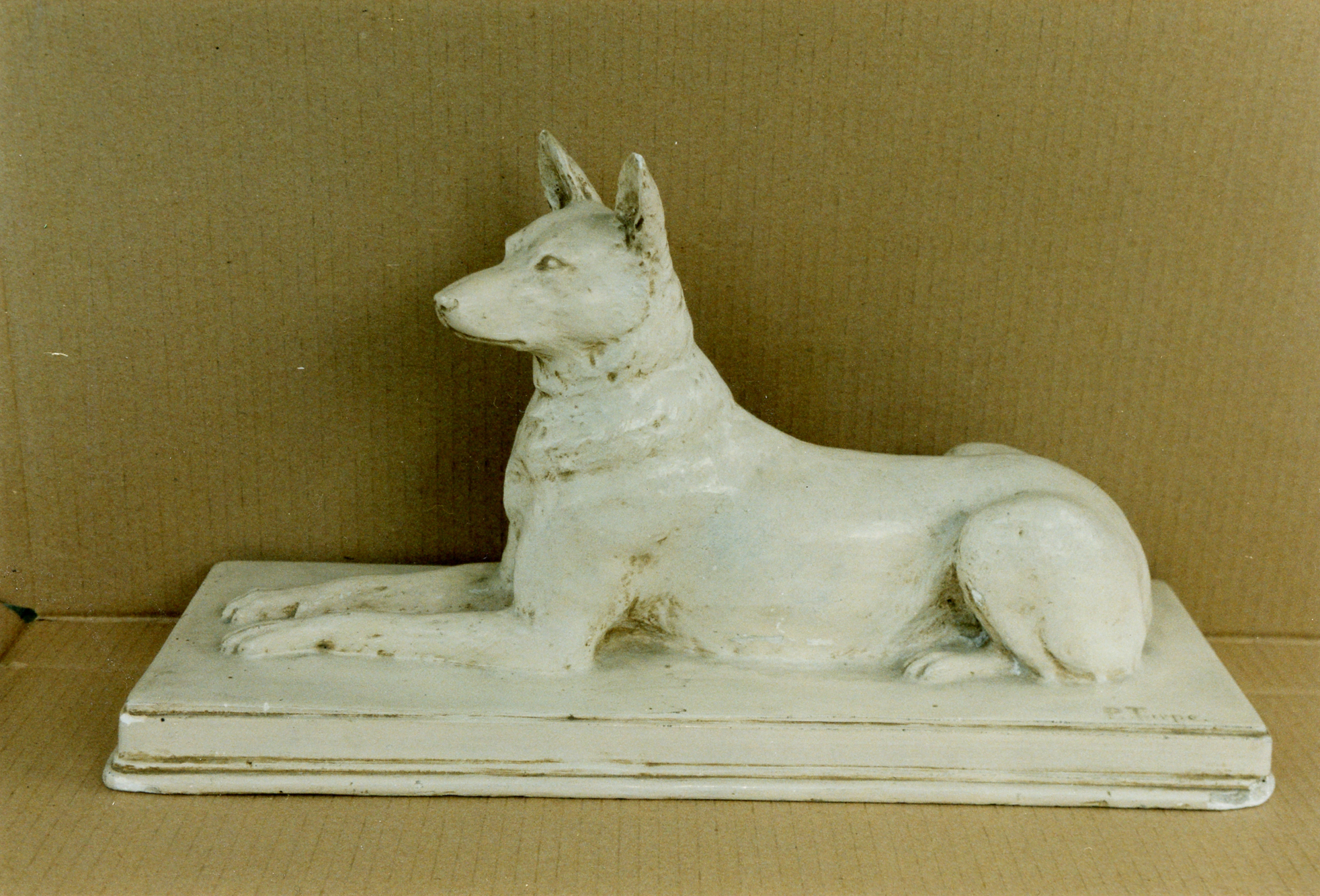
Schäferhund, liegend, ca. 1920, Gips